# ژروتیتسه
ژروتیتسه (به چکی: Žerotice) یک منطقهٔ مسکونی در جمهوری چک است که در شهرستان زنویمو واقع شده‌است. ژروتیتسه ۵٫۷۵ کیلومتر مربع مساحت و ۳۰۱ نفر جمعیت دارد و ۲۰۵ متر بالاتر از سطح دریا واقع شده‌است.